# Quirás
Quirás ou Quiraz é uma povoação portuguesa do Município de Vinhais que foi sede da extinta Freguesia de Quirás, freguesia que tinha 27,19 km² de área e 180 habitantes (2011), e, por isso, uma densidade populacional de 6,6 hab/km².
A partir de 29 de Setembro de 2014, a Freguesia de Quirás foi extinta (agregada), tendo o seu território passado a fazer parte integrante da então criada União de Freguesias de Quirás e Pinheiro Novo.
Quirás dista 17 quilómetros da sede do município e está situada a Este da margem esquerda do rio Mente e a Oeste da margem direita do rio Rabaçal. 
Além da sede, a Freguesia de Quirás compreendia as aldeias de Cisterna, Edroso e Vilarinho.

## Geografia
De certos pontos da freguesia e seus arredores domina-se grande parte do vale do Rabaçal quase até à sua confluência com o Tuela, em plena "terra quente". Para os lados da raia, espraia-se uma extensa região planáltica, agro-pastoril, de terrenos avermelhados e leríeis. São as chamadas "terras da Lomba", relativamente ricas de chãs de armentio e amplos afolhamentos de centeio. Não admira que o espírito do homem transmontano seja de natureza desafrontada. O desafogo dos horizontes assim o faz, logo à nascença. José Leite de Vasconcelos, atendendo à geografia e etnografia do concelho (atual município) de Vinhais, dividiu-o em quatro territórios secundários: De-Além-Do-Rio, Terra Fria, Terra Quente e Lomba. Segundo o "pai" da Etnografia Portuguesa, a "Lomba é constituída pelo extremo ocidental do atual município, entre os rios Mente e Rabaçal, respetivamente ao poente e nascente, formando entre eles uma alongada lomba, onde ficam as freguesias de Quiraz, Vilar Seco, Edral, Vilar de Lomba e S. Jumil. formando parte da Terra Fria. A sua separação geográfica é nítida até porque não se nota a inclusão no termo antigo de Vinhais, o que, com mais, leva a considerar a possibilidade de ter havido a Terra (administrativa) da Lomba entre as de Vinhais e de Monforte, determinando a existência como concelho à parte de Vilar Seco de Lomba.

## População
| População da Freguesia de Quirás | População da Freguesia de Quirás | População da Freguesia de Quirás | População da Freguesia de Quirás | População da Freguesia de Quirás | População da Freguesia de Quirás | População da Freguesia de Quirás | População da Freguesia de Quirás | População da Freguesia de Quirás | População da Freguesia de Quirás | População da Freguesia de Quirás | População da Freguesia de Quirás | População da Freguesia de Quirás | População da Freguesia de Quirás | População da Freguesia de Quirás |
| -------------------------------- | -------------------------------- | -------------------------------- | -------------------------------- | -------------------------------- | -------------------------------- | -------------------------------- | -------------------------------- | -------------------------------- | -------------------------------- | -------------------------------- | -------------------------------- | -------------------------------- | -------------------------------- | -------------------------------- |
| 1864                             | 1878                             | 1890                             | 1900                             | 1911                             | 1920                             | 1930                             | 1940                             | 1950                             | 1960                             | 1970                             | 1981                             | 1991                             | 2001                             | 2011                             |
| 677                              | 800                              | 783                              | 747                              | 1 222                            | 1 111                            | 1 209                            | 805                              | 911                              | 993                              | 580                              | 452                              | 337                              | 225                              | 180                              |

Nos anos de 1911 a 1930 tinha anexada a freguesia de Pinheiro Novo.

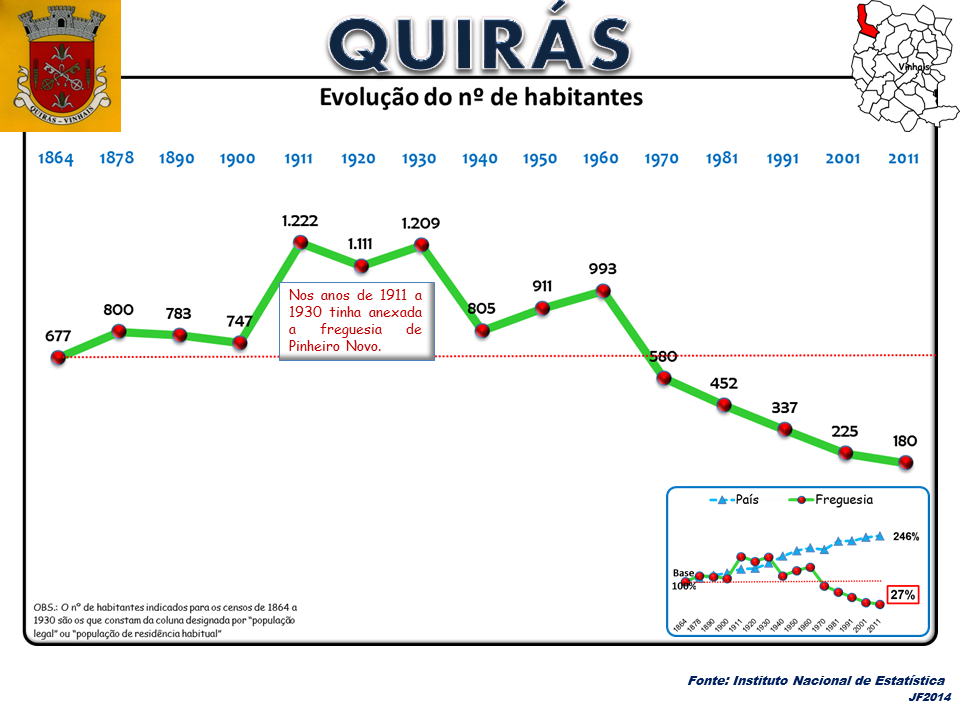
Evolução da População 1864 / 2011
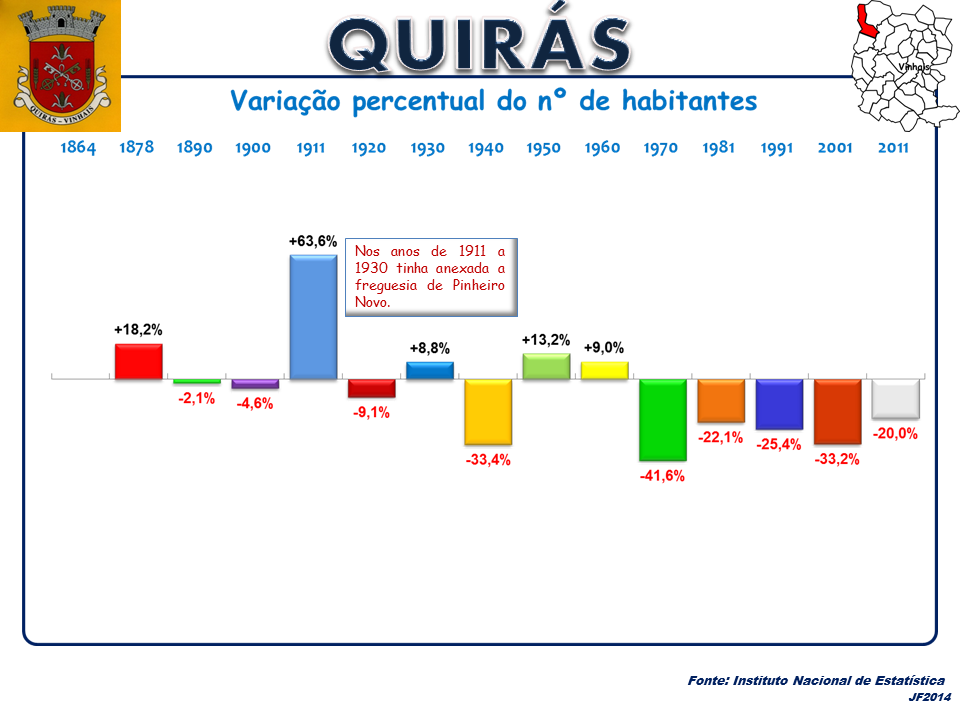
Variação da População 1864 / 2011
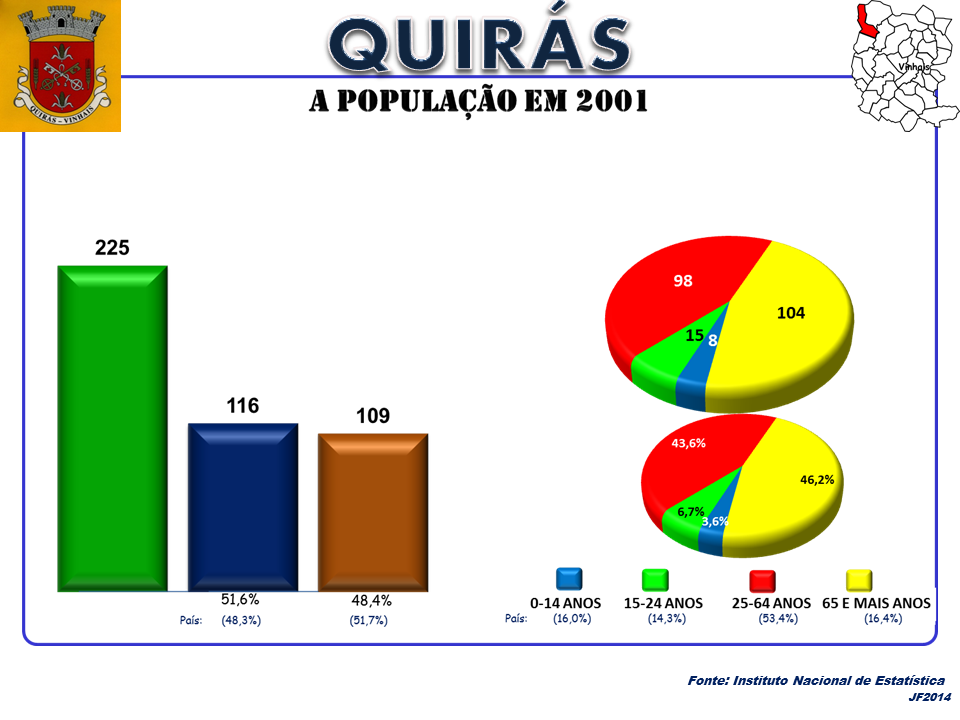
A População em 2001
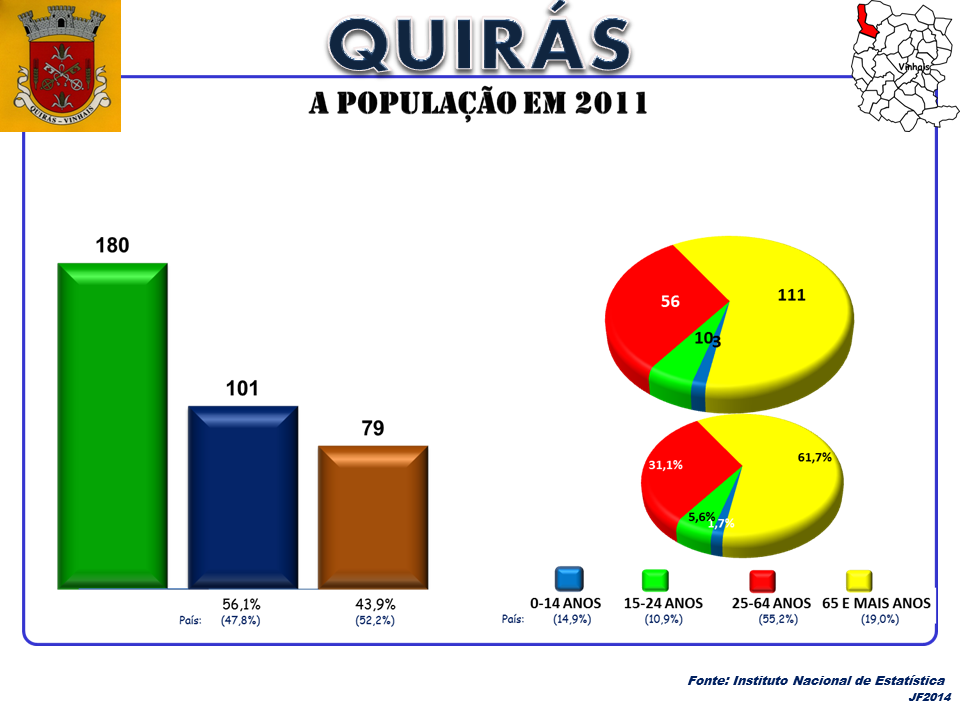
A População em 2011

## Património
- Igreja Paroquial de Quirás.

## História e toponímia
Em 1839, Quirás pertencia ainda ao concelho de Vilar Seco de Lomba: em 1852 ao concelho de Santalha. extinto em 31 de Dezembro de 1853. Passou então a integrar o (atual município) de Vinhais, voltando em 1864 ao de Santalha, durante uma efémera restauração. Foi abadia da apresentação da mitra.
A origem do topónimo principal desta freguesia é antroponímica. Encontra-se no nome pessoal greco-latino Quiriacus, por intermédio do seu patronímico, segundo a série fonética documentada em vários documentos do "Portugaliae Monumenta Histórica": Quiriaquici, Quiriaquici. Quiriazi. Quiraz. A origem da povoação estará numa propriedade rústica, uma "villa". de um filho de certo Quiriacus. A filiação, porém, greco-lalina do nome pessoal, não abona uma ascendência de tal "villa" à época romana, visto que cie era muito usado até ao século XII. e especialmente no X, pelo que, presumivelmente, a propriedade rural de que se originou o lugar remonta à época da reconquista e repovoamento, após a segunda metade do século IX.
Nesta região não faltavam vestígios arqueológicos, topónimos e lendas que revelam a presença de diversas populações ao longo dos séculos: o Castrilhão, os Fragões, os sítios do Couço, da Malhadinha e do Porto Antigo, na sede da freguesia, o Cabeço da Vela e a Fraga dos Mouros, em Edroso, a Lama da Porca no Alto do Facho, em Vilarinho e a Fonte da Moura no castro de Souane, em Cisterna. No castro de Souane, cujas origens remontam ao Período Neolítico, foi encontrado um machado de pedra polida que foi posteriormente depositado no Museu Abade de Baçal. Este local é de grande valor arqueológico. A muralha foi, parcialmente destruída por volta de 1970, para aproveitamento de pedra na construção da estrada de acesso à aldeia, é ainda visível em todo o seu perímetro. No centro do recinto castrejo existe uma cisterna com nascente própria que nunca chega a secar. Para além do próprio nome da povoação que nasceu a oeste do castro, a importância desta cisterna está patente na suposição alimentada desde tempos remotos de que no fundo do poço existiria um tesouro, deixado pêlos mouros na eminência da derrota infligida pelos cristãos do castro de Sania Rufina.
Há uma lenda contando que, sendo a vila de Souane habitada pelos mouros, se davam constantes recontros com os cristãos de Santa Rufina, do outro lado do Rabaçal. Não havendo um vencedor claro desses combates, os cristãos juntaram todo o gado da região e, alando archotes nos animais, simularam, de noite, um grande exército a marchar sobre Souane. Os árabes fugiram precipitadamente, abandonando para sempre o local, ficando apenas, nos fraguedos do Pendão, a formosa e lendária moura Souane. envolvida por um eterno encantamento. Mas não foi só a bela Souane que os mouros deixaram para trás, pois, como já se viu, deixaram também o fabuloso tesouro que ainda se encontra no fundo do poço.